# 일본 기상청 규모
일본 기상청 규모(일본어: 気象庁マグニチュード, Japanese Meteorological Agency magnitude scale, Mj)은 일본 기상청에서 사용하고 있는 지진 규모 계급이다. 1920년대 처음 제정되었고 2003년 한번 개정되었다. 약칭으로는 Mjma나 Mj이 사용된다.
일본 기상청 규모는 5초까지 강한 흔들림을 측정하는 지진계를 이용하여 기록된 지진 파형의 최대진폭값을 이용하여 계산하는 방식으로 지진 발생 후 3분 이내 규모를 계산할 수 있다. 하지만, 규모 8 이상의 거대지진과 같은 경우에는 장주기 지진파의 진폭은 커지지만 5초 이내의 단주기 지진파의 진폭이 더 이상 커지지 않는 '포화' 현상이 일어나기 때문에 거대지진의 규모를 정확하게 계산할 수 없다는 단점이 있다. 대표적으로, 2011년 3월 11일 일어난 도호쿠 지방 태평양 해역 지진은 지진 발생 당시에는 당일 속보치를 Mj7.9, 잠정치를 Mj8.4로 발표했으나 지진 이틀 후 나온 모멘트 규모는 Mw9.0이었다.

## 개정 이전 정의
2003년 9월 24일 개정 이전까진 아래 식과 같이 변위 크기와 속도, 규모 값을 이용한 계산식을 사용했다.
변위계(h ≦ 60 km)의 경우
{\displaystyle M_{j}=\log A+1.73\log \Delta -0.83} (A는 주기 5초 미만 지진파의 최대진폭)
변위계(h ≧ 60 km)의 경우
{\displaystyle M_{j}=\log A+K(\Delta ,h).} (K(Δ, h)는 표에 따름)
속도계의 경우
{\displaystyle M_{j}=\log A_{Z}+1.64\log \Delta +\alpha .} (AZ는 최대진폭, α는 지진계 특성 보정항이다)

## 개정 이후 정의
변위 규모가 모멘트 규모와 다르다는 것이 밝혀지면서, 이 차이를 줄이기 위해 2003년 9월 25일 일본 기상청은 정의를 바꾸었으며(일부는 2001년 4월 23일 개정) 개정 이전에 일어났던 지진의 규모에 대해서도 숫자를 정정하였다.
변위 규모에 따른 규모
{\displaystyle M_{d}={\frac {1}{2}}\times \log(\mathrm {A_{n}} ^{2}+\mathrm {A_{e}} ^{2})+\beta _{d}(\Delta ,H)+C_{d}.}(An, Ae 단위: 10−6 m)
여기서 βd는 진앙 거리 및 진원 깊이 함수(거리감쇄항)이며, H값이 매우 작은 경우에는 쓰보이 규모 방정식과 일치한다. Cd는 보정계수이다.
속도, 진폭에 따른 규모
{\displaystyle M_{v}=\alpha \times \log(A_{z})+\beta _{v}(\Delta ,H)+C_{v}.}(Az 단위: 10−5 m/s)
여기서 βv와 Md는 깊이 200km, 진앙거리 2,000km까지 연속함수로 정의된 거리감쇄항이다. Cv는 보정계수이다.

## 같이 보기
- 일본 기상청 진도 계급